# Meerbrassenartige
Die Meerbrassenartigen (Spariformes) sind ein Fischordnung in der Gruppe der Barschverwandten (Percomorpha).
Der japanische Ichthyologe Masato Akazaki stellte 1962 als erster eine enge Verwandtschaft zwischen den „spariformen“ Fischfamilien Großkopfschnapper (Lethrinidae), Scheinschnapper (Nemipteridae) und Meerbrassen (Sparidae) fest.
Der amerikanische Ichthyologe Joseph S. Nelson fasst in seinem Standardwerk zur Fischsystematik, „Fishes of the World“ die Großkopf- und Scheinschnapper, Meer- und Schnauzenbrassen zu einer sparoiden Linie innerhalb der Ordnung der Barschartigen zusammen, vermeidet in Erwartung weiterer Forschung aber, dieser monophyletischen Gruppe einen formalen Rang zu geben. Lethrinidae, Nemipteridae und Sparidae bilden in neueren phylogenetischen Untersuchungen, sowohl bei Betancur-R. und Kollegen, als auch bei Near und Mitarbeitern, eine monophyletische Gruppe außerhalb der Perciformes, die bei Betancur-R. und Kollegen unter Verwendung der alten Bleekerschen Bezeichnung Spariformes Ordnungsrang bekommt.
Mit der 2021/22 erfolgten Zuordnung der Großkopfschnapper, der Scheinschnapper und der Meerbrassen zu den Doktorfischartigen (Acanthuriformes) wurde die Ordnung Spariformes obsolet.

## Merkmale
Drei nichthomoplasische Merkmale unterstützen die Monophylie der Spariformes:
1. Das Symplecticum, ein Knochenelement im Schädel der Knochenfische, hat dorsale und ventrale flache Auswüchse.
2. Die Hyomandibulare, ein Skelettelement des Kiemenbogens, und das Metapterygoid, einer der Flügelbeinknochen der Fische, artikulieren miteinander auf breiter Fläche.
3. Der hintere Auswuchs der Suborbitale liegt hinter der zweiten Infraorbitale (Augenknochen).

Die ersten beiden dieser Merkmale fanden sich bisher in keiner anderen Gruppe der Percoidei (in alter Zusammensetzung).

## Familien
- Großkopfschnapper (Lethrinidae)
- Scheinschnapper (Nemipteridae)
- Meerbrassen (Sparidae)

Die phylogenetisch innerhalb der Sparidae stehenden Schnauzenbrassen (Centracanthidae) wurden im Oktober 2015 mit den Sparidae (Meerbrassen) synonymisiert.